# Onthophagus trinodosus
Onthophagus trinodosus là một loài bọ cánh cứng trong họ Bọ hung (Scarabaeidae).